# Chiriquia spinifrons
Chiriquia spinifrons är en insektsart som först beskrevs av Carl Stål 1861.  Chiriquia spinifrons ingår i släktet Chiriquia och familjen torngräshoppor. Inga underarter finns listade i Catalogue of Life.